# カワサキ・Z800
Z800（ゼットはっぴゃく）は、かつてカワサキモーターサイクル&エンジンカンパニー（現・カワサキモータース）が製造・発売した806ccのオートバイである。Z750の後継車である。

## 概要
前モデル“Z750”から排気量を806ccに拡大し、車名をZ800として2012年10月にドイツのケルンで開催されたインターモト2012にて発表された。
本モデルは日本国内生産ではなく、Kawasaki Thailand生産である。　タイ国内での価格は、THB375,000-(邦貨換算1,358,000-(2015年7月時))
ヘッドライトは睨みつけるような意匠となり、LEDのテールランプは点灯時にZに浮かび上がるデザインを採用。またシートはZをあしらった柄となっている。
メーターパネルは3分割液晶デジタルメーターを採用。中央に縦型バータイプのタコメーター、左は水温計・時計・オドメーター／トリップメーター、右はスピードメーター・燃料計・瞬間燃費／平均燃費／航続距離を表示するマルチディスプレイを配置する。
モデルチェンジに伴い、ハザードランプスイッチが初装備された。
ABS装備車と非装備車が用意され、標準モデルのほか2013年からの欧州免許制度に適合しパワーを抑えた35kW/70kWモデルの e version や、外装を変更しマフラーをアクラポビッチ製に換装した Performance 仕様も用意されており、それぞれ標準モデルとはデザインに一部違いがある。
2018年に後継車のZ900が発表された。